# 胡卫锋
胡卫锋（1978年—2020年6月2日），中国医师，武汉市中心医院泌尿科副主任，2019冠狀病毒病疫情時期感染COVID-19，治疗期間受药物多粘菌素B影響臉色變黑，被譽為「黑臉醫生」。2020年6月2日因新型冠状病毒肺炎并发脑出血而去世。